# NGC 3043
NGC 3043 est une galaxie spirale barrée vue par la tranche et située dans la constellation de la Grande Ourse. NGC 3043 a été découverte par l'astronome germano-britannique William Herschel en 1790.

## Caractéristiques
Sa vitesse par rapport au fond diffus cosmologique est de 3 134 ± 11 km/s, ce qui correspond à une distance de Hubble de 46,2 ± 3,2 Mpc (∼151 millions d'al).
À ce jour, quatre mesures non basées sur le décalage vers le rouge (redshift) donnent une distance de 43,075 ± 6,469 Mpc (∼140 millions d'al), ce qui est à l'intérieur de la distance de Hubble.
La classe de luminosité de NGC 3043 est II et elle présente une large raie HI. De plus, c'est une galaxie du champ, c'est-à-dire qu'elle n'appartient pas à un amas ou un groupe et qu'elle est donc gravitationnellement isolée.

## Trou noir supermassif
Selon un article basé sur les mesures de luminosité de la bande K de l'infrarouge proche du bulbe de NGC 3043, on obtient une valeur de 106,9 {\displaystyle M_{\odot }} (7,9 millions de masses solaires) pour le trou noir supermassif qui s'y trouve.